# Isartor
L'Isartor è una delle antiche porte di accesso di Monaco di Baviera. Oggi una delle sue torri ospita un museo.

## Storia
La porta, la più antica di Monaco, era il punto di accesso sud-orientale della città. La torre quadrata centrale venne costruita nel 1337 e le due ottagonali vennero aggiunte tra il 1429 ed il 1433 e collegate alla torre principale da mura. Nel 1833 vennero aggiunte le arcate e il fregio a fresco raffigurante la l'Entrata trionfale di Ludovico il Bavaro dopo la vittoria nella battaglia di Mühldorf, opera di Bernhard von Neher.

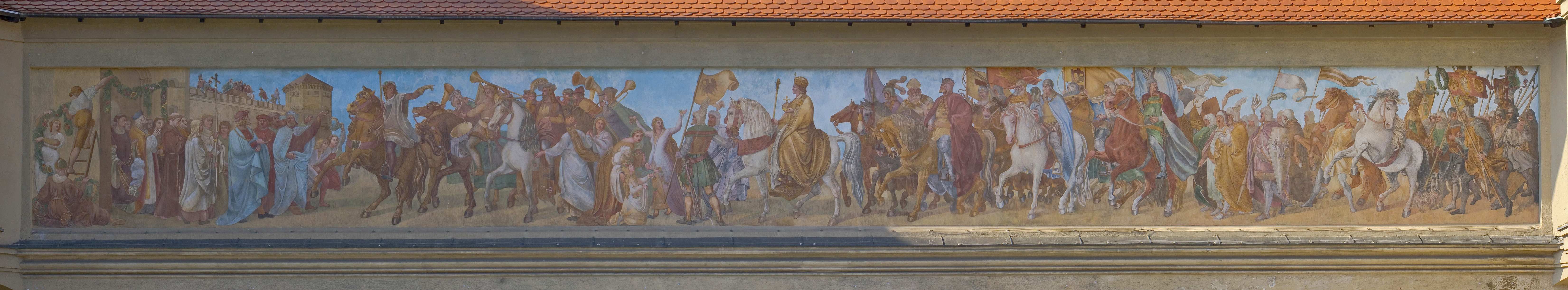
L'affresco

## Museo
La torretta sud ospita il Valentin-Musäum, museo dedicato all'attore comico Karl Valentin (1882-1948). La collezione comprende molte delle sue scenette ed alcuni dei suoi cortometraggi.